# نصرت‌الله جهانشاهلو
نصرت‌الله جهانشاهلو افشار (اردیبهشت ۱۲۹۲ برابر با ۱۹۱۳ (میلادی) در تهران – ۱۲ مهر ۱۳۹۱ برلین، آلمان) به جهان آمده، چون پدر و خانواده‌اش اهل زنجان (شهر کرسف) و در آن شهر دارای املاکی بودند، در نوجوانی اکثر تابستانها را به زنجان (کرسف) رفته و از نزدیک با زندگی روستائی آشنا شده بود.
جهانشاهلو افشار کرسفی یکی از گروه ۵۳ نفر بود، پس از مدتی فعالیت در حزب توده ایران و فرقه دموکرات آذربایجان، به اتحاد شوروی رفت. او در کتاب ما و بیگانگان به بررسی انتقادی فعالیت‌های سیاسی خود و همفکرانش در حزب توده پرداخت.
در سال ۱۳۱۳ خورشیدی وارد دانشکده پزشکی شده، و با معرفی یکی از دوستانش به نام باقر مستوفی (دانشجوی دانشکده فنی) با دکتر تقی ارانی (استاد فیزیک دانشکده فنی) آشنا می‌شود، بعد از ملاقات‌های مکرر و آشنائی با افکار دکتر ارانی، به عقاید اشتراکی و کمونیستی گرایش پیدا می‌کند و با عده‌ای دیگر از همفکران خود به فعالیت می‌پردازد.
در سال ۱۳۱۶ خورشیدی با عده همراه با گروه ۵۳ نفر به اتهام تبلیغ مرام کمونیستی دستگیر و زندانی شوده، در سال ۱۳۲۰ با ورود قوای روس و انگلیس به ایران از زندان آزاد و به تحصیل خود در رشته پزشکی ادامه داده و به سمت مسئول اتحادیه دانشجویان دانشگاه انتخاب و پس از چندی به عنوان سرپرست سازمان جوانان حزب توده برگزیده می‌شود. در سال ۱۳۲۳ با اتمام دانشکده پزشکی به عنوان دستیار جراح در بیمارستان سینا شروع به کار می‌کند.
در اوایل سال ۱۳۲۴ از طرف حزب توده به سمت مسئول حزب توده در زنجان تعیین و به زنجان می‌رود. در آذر ماه سال ۱۳۲۴ که فرقه دموکرات آذربایجان حکومت خودمختار اعلام می‌کند، جهانشاهلو از طرف مجلس ملی آذربایجان با عنوان معاون اول پیشه‌وری (نخست‌وزیر حکومت آذربایجان) به تبریز می‌رود. بعد از افتتاح دانشگاه تبریز، وی به عنوان اولین رئیس این دانشگاه انتخاب می‌شود. جهانشاهلو چنان‌که در خاطرات خود نوشته، عضو هیئت سه نفره‌ای بود که به ریاست پیشه‌وری در اردیبهشت ۱۳۲۵ برای مذاکرات نافرجام با دولت قوام به تهران رفتند.
در سال ۱۳۲۵ با فروپاشی حکومت فرقه آذربایجان به باکو می‌رود و در آنجا به پیشه‌وری می‌پیوندد. او دربارهٔ مذاکره پیشه‌وری با کنسول شوروی، پیش از پناهندگی به شوروی چنین شهادت می‌دهد:
آقای پیشه‌وری با پرخاش به قلی‌اف گفت: «شما ما را آوردید میان میدان و اکنون که منافع‌تان اقتضا می‌کند، نا جوانمردانه ما را رها کردید، از ما گذشته است، اما مردمی را که به گفته‌های ما سازمان یافتند و فداکاری کردند، همه را زیر تیغ داده‌اید، به من بگوئید پاسخگوی این همه نابسامانی‌ها کیست؟»
آقای قلی‌اف که از جسارت آقای پیشه‌وری سخت برآشفته بود، زبانش تپق زد و یک جمله بیش نگفت: «سنی گتیرن، سنه دییر گِت!! یعنی کسی تو را آورد، به تو می‌گوید برو!!»
نیمه دوم سرگذشت دکتر جهانشاهلو مربوط به دوران ۲۶ سال اقامت در شوروی (از آذر ماه سال ۱۳۲۵ ورود به شوروی تا سال ۱۳۵۱ خروج از شوروی) است. دکتر جهانشاهلو دربارهٔ ساعات ترک ایران چنین می‌نویسد: «آنچه در اندیشهٔ دیگران می‌گذشت، ندانستم، اما من تا چشم کار می‌کرد، نگاهم را از خاک میهنم نمی‌توانستم برکنم، در آن کوتاه زمان، از کودکی تا نوجوانی و از نوجوانی تا جوانی، همه و همه چون پردهٔ سینما از برابر چشمانم می‌گذشت، همهٔ سختی‌های زندگیم در میهن، در آن دم شیرین جلوه می‌کرد، من بیرونی آرام و خاموش و درونی بس آشفته داشتم».
وی در سال ۱۳۹۱ در سن ۹۹ سالگی در برلین درگذشت.